# زاوية زائدية

الزاوية الزائدية هي شكل محاط بشعاعين وقوس زائدي. القطاع الملون في وضع قياسي إذا كان

في الرياضيات، الزاوية الزائدية هي شكل هندسي يحدد القطاع الزائدي. إن علاقة الزاوية الزائدية بالقطع الزائد تشبه علاقة الزاوية "العادية" بالدائرة.
مقدار الزاوية الزائدية هو مساحة القطاع المقابل للقطع الزائد الذي معادلته xy = 1. هذا القطع الزائد مستطيل مع نصف محوره الرئيسي يساوي {\displaystyle {\sqrt {2}}}، مشابه لمقدار زاوية دائرية التي تمثل مساحة قطاع دائري في دائرة نصف قطرها {\displaystyle {\sqrt {2}}}.
تُستخدم الزاوية الزائدية كمتغير مستقل بالنسبة للدوال الزائدية sinh و cosh و tanh ، لأن هذه الدوال يمكن أن تستند إلى تشابهات زائدية للدوال المثلثية الدائرية المقابلة من خلال اعتبار الزاوية الزائدية على أنها تحدد مثلثًا زائديًا. وبالتالي تصبح الوسيط واحد من أكثر الوسائط فائدة في حساب التفاضل والتكامل للمتغيرات الحقيقية.